# Patrik Gedeon
Patrik Gedeon (ur. 19 lipca 1975 w Chomutovie) – czeski piłkarz, pomocnik, w sezonie 2006/07 występujący w Wiśle Płock, a przedtem w zespołach FK Chomutov, Chmelu Blšany, Slavii Praga i FC Vaduz. Po Wiśle grał w FK SIAD Most i ponownie Chmelu Blšany. W latach 2008–2015 był piłkarzem Dukli Praga.